# Classe Vasco da Gama
Pour les articles homonymes, voir Vasco da Gama et Gama.
La Classe Vasco de Gama  est une série de trois frégates commandée par la Marine portugaise.

C'est la variante type MEKO 200PN développée par le chantier naval de Hambourg Blohm & Voss Hambourg de la firme allemande ThyssenKrupp Marine Systems conceptrice des navires de guerre de la famille MEKO.

## Conception
Les trois navires ont été construits en Allemagne.

Ils sont plus grands que les précédentes frégates et sont également plus rapide grâce au système CODOG (combiné diesel-gaz) avec deux turbines au gaz General Electric LM2500 et deux diesels MTU 16 V 1163 TB 83, développant une puissance totale de 60 000 ch sur deux hélices.

## Les bâtiments
| Pennant number | Nom            | Lancement        | Service effectif | Chantier naval                    | Fin de carrière                | Photo |
| -------------- | -------------- | ---------------- | ---------------- | --------------------------------- | ------------------------------ | ----- |
| F-330          | Vasco da Gama  | 26 juin 1989     | 20 novembre 1990 | Blohm & Voss Hambourg             | Portugal - Inactif depuis 2019 |       |
| F-331          | Álvares Cabral | 2 mai 1990       | 18 janvier 1991  | Howaldtswerke-Deutsche Werft Kiel | Portugal - en activité         |       |
| F-332          | Corte-Real     | 22 novembre 1991 | 1er février 1992 | Howaldtswerke-Deutsche Werft Kiel | Portugal - en activité         |       |